# Craig C. Mello
Craig Cameron Mello (* 18. října 1960, New Haven) je americký molekulární biolog a profesor molekulárního lékařství na University of Massachusetts Medical School ve Worcesteru, ve státě Massachusetts.
Hlavním předmětem jeho výzkumné činnosti jsou experimenty s „vypínáním“ jednotlivých genů u hlístic. Při pokusech s tzv. umlčováním genů u háďátka obecného Caenorhabditis elegans popsal a objevil společně s dalším biologem Andrew Firem fenomén RNA interference, za což oba dostali v roce 2006 Nobelovu cenu za fyziologii a medicínu.